# Sailor Springs
Sailor Springs è un comune (village) degli Stati Uniti d'America nella contea di Clay nello Stato dell'Illinois. La popolazione era di 95 abitanti al censimento del 2010.

## Geografia fisica
Sailor Springs si trova a 38°45′49″N 88°21′40″W (38.763611, -88.361182).
Secondo l'ufficio di censimenti degli Stati Uniti, la città ha un'area totale di 0,2 km².

## Società

### Evoluzione demografica
Al censimento del 2000, c'era una popolazione di 128 abitanti, e 34 famiglie residenti. La densità di popolazione è di 197,7/km².
Per 100 donne ci sono 96,9 uomini. Per le donne con più di 18 anni ci sono 69,2 maschi.
Il reddito medio è di $21.563. Per gli uomini $36.250 contro i $19.250 per le donne.